# Cydistomyia indiana
Cydistomyia indiana är en tvåvingeart som beskrevs av Philip 1970. Cydistomyia indiana ingår i släktet Cydistomyia och familjen bromsar. Inga underarter finns listade i Catalogue of Life.